# رافائل استرویک
رافائل استرویک (انگلیسی: Rafael Struick؛ زادهٔ ۲۷ مارس ۲۰۰۳) بازیکن فوتبال است.
زیر ۲۳ سال اندونزی، و اندونزی بازی کرده‌است.